# Покшеньга
Покшеньга (Покшенга) — река в Виноградовском и Пинежском районах Архангельской области, левый приток реки Пинега (бассейн Северной Двины).

## География
Длина реки — 170 км, площадь водосборного бассейна — 4960 км².
Покшеньга начинается на самом юго-западе Пинежского района Архангельской области, в трёх километрах от границы с Виноградовским районом. Сначала Покшеньга течёт на северо-запад и протекает 7 км по территории Виноградовского района. Затем Покшеньга поворачивает на северо-восток и оставшуюся часть пути двигается примерно в этом направлении. Покшеньга 35 км течёт вдоль границы Виноградовского района с Пинежским и после этого окончательно втекает на территорию Пинежского района. Берега Покшеньги на всём протяжении довольно заброшены. Изредка встречаются рыбацкие избы. Половодье в мае — июне. Замерзает в конце октября — ноябре, вскрывается в конце апреля — мае. Питание смешанное, с преобладанием снегового. Покшеньга — сплавная река.

## Населённые пункты на реке Покшеньга
- Сылога
- Земцово
- Русковера
- Большое Кротово
- Малое Кротово
- Красное
- Лохново
- Кобелево

## Притоки
- Лодозеро (левый)
- Косвей (левый)
- Нырза (правый)
- Шотогорка (правый)
- Охтома (левый)
- Пильменьга (правый)
- Шильмуша (правый)

### Карты
- Лист карты P-38-16-C,D — ФГУП «ГОСГИСЦЕНТР»
- Лист карты P-38-16-A,B — ФГУП «ГОСГИСЦЕНТР»